# 玻利维亚国家档案馆暨图书馆
玻利維亞國家檔案館暨圖書館（西班牙語：Archivo y Biblioteca Nacionales de Bolivia）位於玻利維亞的憲法首都蘇克雷，成立於1836年，館藏11.4萬冊。內部保存了玻利維亞從殖民時期到當代的歷史和書目文獻。

## 外部連結
- 官方網站 （页面存档备份，存于）